# Смешанная парная сборная Норвегии по кёрлингу
Смешанная парная сборная Норвегии по кёрлингу — смешанная национальная сборная команда (составленная из одного мужчины и одной женщины), представляет Норвегию на международных соревнованиях по кёрлингу. Управляющей организацией выступает Ассоциация кёрлинга Норвегии (норв. Norges Curlingforbund, англ. Norwegian Curling Association).

## Результаты выступлений

### Олимпийские игры
| Год  | Место | Игры | Победы | Поражения | Состав (женщина, мужчина, тренер)                                                       |
| ---- | ----- | ---- | ------ | --------- | --------------------------------------------------------------------------------------- |
| 2018 | 3     | 10   | 5      | 5         | Кристин Скаслиен, Магнус Недреготтен, Томас Лёвольд (тренер), Стеффен Вальстад (тренер) |
| 2022 | 2     | 11   | 7      | 4         | Кристин Скаслиен, Магнус Недреготтен, Томас Лёвольд (тренер), Бендик Рамсфьелл (тренер) |

(данные отсюда:)

### Чемпионаты мира
| Год  | Место                                         | Игры                                          | Победы                                        | Поражения                                     | Состав (женщина, мужчина, тренер)                                                    |
| ---- | --------------------------------------------- | --------------------------------------------- | --------------------------------------------- | --------------------------------------------- | ------------------------------------------------------------------------------------ |
| 2008 | 4                                             | 9                                             | 6                                             | 3                                             | Линн Гитмарк, Тормод Андреассен                                                      |
| 2009 | 22                                            | 8                                             | 2                                             | 6                                             | Хильде Стенсет, Оле Хауге                                                            |
| 2010 | не участвовали                                | не участвовали                                | не участвовали                                | не участвовали                                | не участвовали                                                                       |
| 2011 | 18                                            | 7                                             | 2                                             | 5                                             | Guri Tobro, Roy Dorholt, Sindre Ness (тренер)                                        |
| 2012 | 25                                            | 8                                             | 1                                             | 7                                             | Хильде Стенсет, Оле Хауге                                                            |
| 2013 | 4                                             | 12                                            | 8                                             | 4                                             | Кристин Скаслиен, Магнус Недреготтен                                                 |
| 2014 | 5                                             | 8                                             | 7                                             | 1                                             | Кристин Скаслиен, Магнус Недреготтен, Оле Ингвальдсен (тренер)                       |
| 2015 | 3                                             | 12                                            | 11                                            | 1                                             | Кристин Скаслиен, Магнус Недреготтен, Оле Ингвальдсен (тренер)                       |
| 2016 | 9                                             | 10                                            | 9                                             | 1                                             | Кристин Скаслиен, Магнус Недреготтен, Оле Ингвальдсен (тренер)                       |
| 2017 | 5                                             | 11                                            | 9                                             | 2                                             | Кристин Скаслиен, Магнус Недреготтен, Томас Лёвольд (тренер)                         |
| 2018 | 11                                            | 11                                            | 9                                             | 2                                             | Майя Рамсфьелл, Магнус Рамсфьелл, Томас Лёвольд (тренер)                             |
| 2019 | 9                                             | 8                                             | 6                                             | 2                                             | Кристин Скаслиен, Магнус Недреготтен, Томас Лёвольд (тренер)                         |
| 2020 | чемпионат был отменён из-за пандемии COVID-19 | чемпионат был отменён из-за пандемии COVID-19 | чемпионат был отменён из-за пандемии COVID-19 | чемпионат был отменён из-за пандемии COVID-19 | чемпионат был отменён из-за пандемии COVID-19                                        |
| 2021 | 2                                             | 12                                            | 10                                            | 2                                             | Кристин Скаслиен, Магнус Недреготтен, Томас Лёвольд (тренер)                         |
| 2022 | 4                                             | 12                                            | 8                                             | 4                                             | Майя Рамсфьелл, Магнус Рамсфьелл, Стеффен Вальстад (тренер)                          |
| 2023 | 3                                             | 12                                            | 9                                             | 3                                             | Мартине Рённинг, Матиас Бранден, Томас Лёвольд (тренер)                              |
| 2024 | 3                                             | 11                                            | 8                                             | 3                                             | Кристин Скаслиен, Магнус Недреготтен, Томас Лёвольд (тренер), Joachim Lange (тренер) |
| 2025 | 8                                             | 9                                             | 6                                             | 3                                             | Кристин Скаслиен, Магнус Недреготтен, Томас Лёвольд (тренер)                         |

(данные отсюда:)

### Универсиады
| Год  | Место | Игры | Победы | Поражения | Состав (женщина, мужчина, тренер)                              |
| ---- | ----- | ---- | ------ | --------- | -------------------------------------------------------------- |
| 2025 | 8     | 7    | 1      | 6         | Эйлин Хьерланн, Eskil Åsmul Eriksen, Kai Ove Roenning (тренер) |

(источник:)